# José María de Bustillo Gómez de Barreda
José María Bustillo y Barreda (c. 1803, Isla de León, San Fernando, provincia de Cádiz-2 de mayo de 1868, el Puerto de Santa María, provincia de Cádiz), I Conde de Bustillo, fue un político y marino español.

## Biografía
Sentó plaza de guardiamarina el 22 de enero de 1816 en el Departamento de Cádiz. En 1819 fue alférez de fragata, en 1825 ascendió a alférez de navío, en 1832 ascendió a teniente de navío, fue capitán de fragata a partir de 1837, en 1844 ascendió a capitán de navío y en 1846 ascendió a brigadier. En 1849 formó parte de una expedición para auxiliar al papa Pío IX. En 1850 es nombrado jefe de escuadra y en 1851 fue nombrado Ministro de Marina, cargo que ocupó hasta junio del año siguiente, tras lo cual partió de Madrid para tomar el mando del apostadero de La Habana. Llegó a Cuba en julio de 1852, cuando le fue informada la llegada a la isla de tropas de filibusteros al mando del exgeneral Narciso López, a los que se enfrentó en tierra y obligó a reembarcar, tras lo cual los volvió a enfrentar luego en el Morillo de la Manima, derrotándolos finalmente y logrando capturar a 50 hombres. Por este acto el gobierno le entregó la gran cruz de la Orden de Carlos III. Estuvo en Cuba los tres años preceptivos y regresó a España en 1854. En 1855 fue designado vocal de la Junta Consultiva de Ultramar.
Por Real Decreto del 14 de noviembre de 1855 es condecorado con la gran cruz de la Orden de San Hermenegildo por tener cumplidos los requisitos, pero con antigüedad del 24 de julio anterior. En 1854 se le concede la gran cruz de la Orden de Isabel la Católica, por su operación de defensa del Papa. En 1856 se le nombra comandante general de buques, aprestos de expediciones, matrículas, pesca y navegación de particulares. En 1857 se le otorgó la capitanía general del Departamento de Ferrol y el 25 de octubre de ese año será nombrado de nuevo Ministro de Marina, cargo que ocuparía hasta 1858. En 1859 es nombrado comandante general de la escuadra de operaciones en África y en 1860 participó en los bombardeos de las ciudades de Larache, Arcila, Rabat y Salé y, en gratitud por sus acciones, el 14 de julio le fue concedido el rango de teniente general, entregándosele el 18 de julio el mando del Departamento Naval de Cádiz. A su vez Isabel II le entrega el título de conde de Bustillo. Fue, de nuevo, ministro de marina en 1863, y senador vitalicio desde 1850 hasta su muerte.
| Predecesor: Mariano Roca de Togores Carrasco | ministro de Marina 19 de octubre de 1849–20 de octubre de 1849 | Sucesor: Mariano Roca de Togores Carrasco |
| Predecesor: Mariano Roca de Togores Carrasco | ministro de Marina 14 de enero de 1851–2 de junio de 1851      | Sucesor: Francisco Armero Peñaranda       |
| Predecesor: Juan Salomón                     | ministro de Marina 25 de octubre de 1857–14 de enero de 1858   | Sucesor: José María Quesada               |
| Predecesor: Juan Zavala de la Puente         | ministro de Marina 17 de enero de 1863–27 de enero de 1863     | Sucesor: Augusto Ulloa                    |